# 23. вечити дерби у фудбалу
23. вечити дерби у фудбалу је фудбалска утакмица одиграна у Београду 26. октобра 1958. године, између Црвене звезде и Партизана. Утакмица се завршила резултатом 2 : 0 (0 : 0) за Црвену Звезду.